# Václav Hübner (novinář)
Václav Hübner (11. června 1857 Praha – 7. ledna 1920 Praha) byl český novinář a v letech 1891–1892 ředitel Národního divadla v Brně.

## Životopis
Od 1868 navštěvoval pražské Akademické gymnázium, které v roce 1875 ukončil maturitou. Poté pokračoval na Univerzitě Karlově, kde studoval medicínu. Aktivně se zapojoval do studentských hnutí, byl předsedou čtenářského spolku. Pro účast v chuchelské bitce však studia nedokončil.
Po nedokončeném studiu se rozhodl pro dráhu novináře. Začal redigovat studentské časopisy, poté se zapojoval do různých hnutí. Po čase odešel do Brna, kde se stal redaktorem Moravské orlice.
V letech 1891–1892 působil jako ředitel Národního divadla v Brně. Roku 1895 se vrátil zpět do Prahy, kde se stal redaktorem deníku Národní politika. Později zastával i funkci šéfredaktora ve stejném deníku a to do své smrti v roce 1920.
Zemřel v Praze 7. ledna 1920. Pohřben byl na Olšanských hřbitovech.

### Rodinný život
Václav Hübner byl dvakrát ženat, s první ženou Annou, rozenou Justovou (1861–1891), mj. ochotnickou herečkou, se oženil v roce 1883. V roce 1891 Anna Hübnerová zemřela. Jeho druhou manželkou byla herečka Marie Hübnerová (1865–1931), se kterou se oženil v roce 1893.